# Grobla nosa

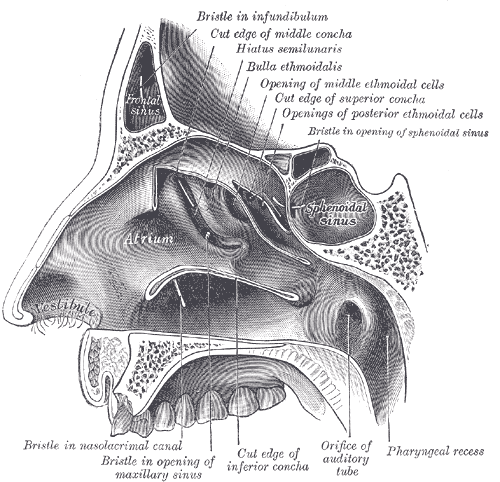
Boczna ściana jamy nosowej (strona prawa) po usunięciu małżowiny nosowej środkowej (Cut edge of middle concha). Na rysunku widoczny przedsionek przewodu nosowego środkowego zaznaczony jako Atrium. Niezaznaczona na rysunku grobla nosa stanowi jego górną granicę (patrz tekst).

Grobla nosa (łac. agger nasi) – w anatomii człowieka nieznaczna wyniosłość występująca na bocznej ścianie jamy nosowej. Występuje niestale. Jest ona położona nieco do przodu od przedniego przyczepu małżowiny nosowej środkowej, potem na niewielkiej przestrzeni wznosi się łukowato ku górze. Grobla nosa od góry stanowi granicę przedniej części przewodu nosowego środkowego – tzw. przedsionka (łac. atrium meatus medii).
Pokryta jest błoną śluzową jamy nosowej. Grobli nosa na kości odpowiada mała wyniosłość kostna na powierzchni przyśrodkowej wyrostka czołowego szczęki. Dokładniej odpowiada ona przedniemu brzegowi grzebienia sitowego (łac. crista ethmoidalis), który znajduje się na powierzchni przyśrodkowej wyrostka czołowego szczęki. Embriologicznie grobla nosa jest pozostałością po dodatkowej małżowinie nosowej, która występuje w trakcie życia płodowego i nazywana jest nasoturbinale (brak polskiego odpowiednika). Małżowina ta całkowicie zanika albo zachowuje się w formie szczątkowej w postacie grobli nosa. Nazwa tej struktury wzięła się stąd, że jako swego rodzaju „próg kostny” może ona hamować i przekierowywać prąd powietrza dostający się do wnętrza jamy nosowej. Niekiedy nadmiernie rozwinięta grobla nosa może zwężać lejek sitowy oraz zachyłek czołowy, a także może ona być jedną z przyczyn zespołu bezdechów sennych. Duża grobla nosa może być związana z nadmierną pneumatyzacją (upowietrznieniem) tej okolicy anatomicznej. Wtedy to w jej wnętrzu powstaje komórka grobli nosa (ang. agger nasi cell).